# Скрябин, Николай Александрович
Николай Александрович Скря́бин (18 февраля 1849, Москва — 19 декабря 1914 (1 января 1915) — русский дипломат, отец композитора Александра Николаевича Скрябина.

## Биография
Родился Николай Александрович 18 февраля 1849 года и происходил из дворян Московской губернии.
Его дед — Иван Алексеевич Скрябин (1775 года рождения) происходил «из солдатских детей города Тулы»; за храбрость в бою под Фридландом награждён знаком отличия военного ордена св. Георгия и крестом для нижних чинов; получив в 1809 году чин подпоручика и, тем самым, потомственное дворянство, через десять лет вместе с сыном Александром был внесён в дворянскую родословную книгу  Санкт-Петербургской губернии; отец — Александр Иванович (1811–1879) — по полученному чину подполковника вносится в 1858 году во вторую часть родословной книги дворян Московской губернии. 
Семья Скрябиных не была богатой и знатной.
В 1868 г. окончил 4-ю Московскую мужскую гимназию, уже переехавшую к тому времени из Дома Пашкова в дом Апраксиных — Трубецких на Покровке. Затем Н. А. Скрябин обучался на юридическом факультете Императорского Московского Университета (который, впрочем, не окончил). В 1871 году Н.А.Скрябин с женой жили в Саратове, где он занимался адвокатской практикой.
2 марта 1874 года Н.А.Скрябин поступил в престижный Институт Восточных языков (Санкт-Петербург). По окончании учёбы, 22 апреля 1878 года, был определён на службу в Азиатский департамент МИД, и в конце того же года назначен в посольство в Константинополь.
Много лет служил по ведомству Министерства иностранных дел.  С 1883 по 1889 гг. был вице-консулом в Битоле (совр. Македония), с 1889 по 1898 гг.  — консулом в Янине (совр. Греция), затем, до 1900 года — консулом в Адрианополе (Эдирне).
Кавалер многих орденов: Св. Анны 2-й степени, Св. Станислава 2-й степени, Св. Владимира 4-й степени, Ордена Спасителя, орден Османие 3-й степени, орден Меджидие 2-й степени, ордена «За гражданские заслуги» и других.
Приказом по Министерству иностранных дел от 27 сентября 1911 года отставной действительный статский советник Николай Александрович Скрябин был назначен нештатным консулом в Лозанне. Жалование ему назначено не было, но предоставлено право удерживать в свою пользу часть доходов от выполнения консульских действий.
Умер в 1915 году. Похоронен на кладбище в Монтуа; могила утрачена.

## Семья
Был женат (с 1870 г.) на талантливой пианистке Любови Петровне Щетининой, которая вскоре после рождения их сына Александра умерла от чахотки. 
Позднее женился вторично на итальянке Ольге Ильиничне Фернандес (Fernandez; 1862—1959), со второй супругой имел 5 детей:
- Николай (1881—1915?)
- Владимир (1884—1960)[9], полковник лейб-гвардии Уланского полка, адъютант принца А.П. Ольденбургского. После 1917 г. эмигрировал, жил в Париже. Масон.
- Андрей (1891—1941)
- Кирилл (1899—1940). Был женат на Любови Петровне Глебовой, внучке Владимира Петровича Глебова. 2-й брак — Мария Адольфовна Бойе-ав-Геннес (1902—1949)[10]. Детей в браке не было. Внук Марии Адольфовны (сын её дочери от первого брака Ольги) — Петр Петрович Кантакузен (епископ Амвросий), епископ Русской православной церкви заграницей.
- Ксения (1889—1958). Замужем за Борисом Эдуардовичем Блумом, надворным советником, сотрудником российской дипломатической службы. Их сын — Андрей Борисович Блум (Антоний Сурожский), епископ Русской православной церкви. После 1917 года семья эмигрировала, в 1923 году поселились в Париже.